# Puget-Ville
Puget-Ville là một xã thuộc tỉnh Var trong vùng Provence-Alpes-Côte d'Azur miền đông nam nước Pháp.

## Thành phố kết nghĩa
- Roccaforte Mondovi in Italie
- Aleksandrów Łódzki in Ba Lan